# Günter Bartnik
Günter Bartnik (* 20. Februar 1949 in Dippoldiswalde; † 19. Mai 2023 in Altenberg) war ein deutscher Biathlet.
Günter Bartnik gewann 1968 und 1969 bei den Junioren-Weltmeisterschaften mit der Staffel der DDR die Bronzemedaillen. 1971 gewann er mit der Staffel seines Vereins SG Dynamo Zinnwald den DDR-Meistertitel. 1972 wurde er hinter Herbert Wiegand Vizemeister im Einzel und gewann Bronze im Staffelwettbewerb. Saisonhöhepunkt war die Teilnahme an den Olympischen Winterspielen 1972 in Sapporo, wo er 15. des Einzels wurde. Bei den Biathlon-Weltmeisterschaften 1973 in Lake Placid gewann Bartnik mit Dieter Speer, Manfred Geyer und Herbert Wiegand als Schlussläufer der DDR-Staffel hinter den Teams aus der Sowjetunion und Norwegens die Bronzemedaille. 1974 gewann er bei der ersten Austragung eines Wettbewerbs im Sprint hinter dem Finnen Juhani Suutarinen und vor dem Schweden Torsten Wadman die Silbermedaille. 1974 kamen auf nationaler Ebene Bronze im Einzel, Sprint und mit der Staffel hinzu, 1975 ein zweiter Titel mit der Staffel und 1976 nochmals ein dritter Rang. Bei den internationalen Meisterschaften Italiens konnte sich Bartnik gegen die internationale Konkurrenz aus sechs Ländern durchsetzen.

## Belege
1. ↑  Günter Bartnik: Traueranzeige. In: Sächsische Zeitung. 27. Mai 2023, abgerufen am 2. August 2023.

| Personendaten    | Personendaten      |
| ---------------- | ------------------ |
| NAME             | Bartnik, Günter    |
| KURZBESCHREIBUNG | deutscher Biathlet |
| GEBURTSDATUM     | 20. Februar 1949   |
| GEBURTSORT       | Dippoldiswalde     |
| STERBEDATUM      | 19. Mai 2023       |
| STERBEORT        | Altenberg          |